# Premio Europeo para Mujeres Innovadoras
Premio Europeo para Mujeres Innovadoras (anteriormente Mujer Innovadora Europea del Año) es un premio que otorga la Unión Europea.

## Historia
El Premio Europeo para Mujeres Innovadoras es una distinción de alto reconocimiento que homenajea a las mujeres emprendedoras responsables de las innovaciones más revolucionarias en Europa. Este premio honra a aquellas mujeres procedentes de toda la Unión Europea y países asociados a Horizonte Europa, cuyas innovaciones están impulsando cambios positivos en la sociedad.
La gestión del premio corre a cargo conjuntamente del Consejo Europeo de Innovación (EIC) y la Agencia Ejecutiva para el Consejo Europeo de Innovación y las Pymes y el Instituto europeo de Innovación y Tecnología. Las ganadoras son seleccionados por un jurado independiente de expertos, lo que garantiza la imparcialidad y el reconocimiento al mérito innovador.
Este premio, creado en 2011, no solo destaca los logros de las mujeres en el campo de la innovación, sino que también busca inspirar a futuras generaciones de mujeres a embarcarse en emprendimientos innovadores, promoviendo así la igualdad de género en el ámbito de la ciencia, la tecnología y la innovación.

## Laureadas

### 2011
- 1.º: Gitte Neubauer, Alemania
- 2°: Fabienne Hermitte, Francia
- 3.º: Ilaria Rosso, Italia

### 2014
- 1°: Saskia Biskup, Alemania
- 2.º: Laura van 't Veer, Países Bajos
- 3.º: Ana Maiqués, España[4]

### 2016
- 1.º: Susana Sargento, Portugal
- 2.º: Sirpa Jalkanen, Finlandia
- 3.º: Sarah Bourke, Irlanda[5]

### 2017
- 1°: Michela Magas, Croacia/Reino Unido
- 2.º: Petra Wadström, Suecia
- 3.º: Claudia Gärtner, Alemania
- Premio juvenil: Kristina Tsvetanova, Bulgaria. [6]

### 2018
- 1°: Gabriella Colucci, Italia
- 2.º: Alicia Asín Pérez, España
- 3.º: Walburga Fröhlich, Austria
- Premio juvenil: Karen Dolva, Noruega

### 2019
- 1°: Irina Borodina, Lituania
- 2°: Martine Caroff, Francia
- 3°: Shimrit Perkol-Finkel, Israel
- Premio juvenil: Michela Puddu, Italia

### 2020
- 1°: Madiha Derouazi, Suiza
- 2°: María Fátima Lucas, Portugal
- 3°: Arancha Martínez, España[7]
- Premio juvenil: Josefien Groot, Países Bajos
- Premio mención especial por sus logros:
  - En la categoría principal: Cécile Real (Francia)
  - En la categoría Innovadoras emergentes:
    - Ailbhe Keane (Irlanda)
    - Rebecca Saive (Alemania)

### 2021
- 1°: Merel Boers, Países Bajos
- 2°: Mathilde Jakobsen, Dinamarca
- 3°:  Daphne Haim Langford, Israel
- Premio juvenil: Ailbhe Keane e Isabel Keane, Irlanda
- Premio mención especial por sus logros:
  - En la categoría principal: Asude Altıntaş, Turquía
  - En la categoría Innovadoras emergentes: Livia Ng, Reino Unido

### 2022
Mujeres innovadoras
- Rocío Arroyo, España
- Ciara Clancy, Irlanda
- Ninna Granucci, Francia

Innovadoras emergentes
- Niamh Donnelly, Irlanda
- Iva Gumnishka, Bulgaria
- Mehak Mumtaz, Portugal[8]